# 溪降

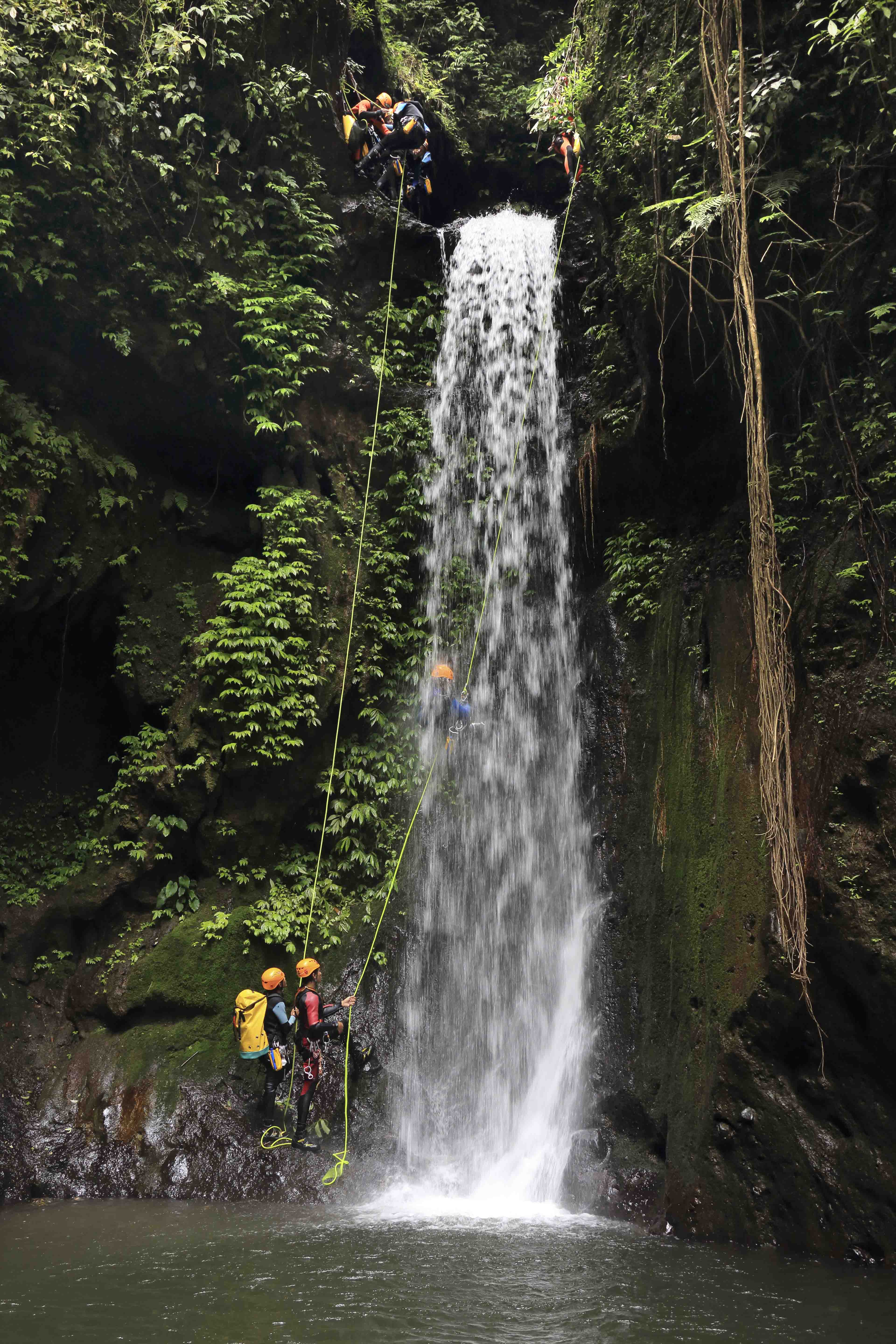
在印度尼西亚巴厘岛吉特（Gitgit）溪降

溪降是一種户外运动和登山活動，是指人們通過步行、攀爬、跳躍、绕绳下降、游泳等各種手段穿越峡谷。溪降裝備包括繩索、頭盔、潛水衣以及特別設計的鞋子、背包和繩索袋。

## 全球溪降

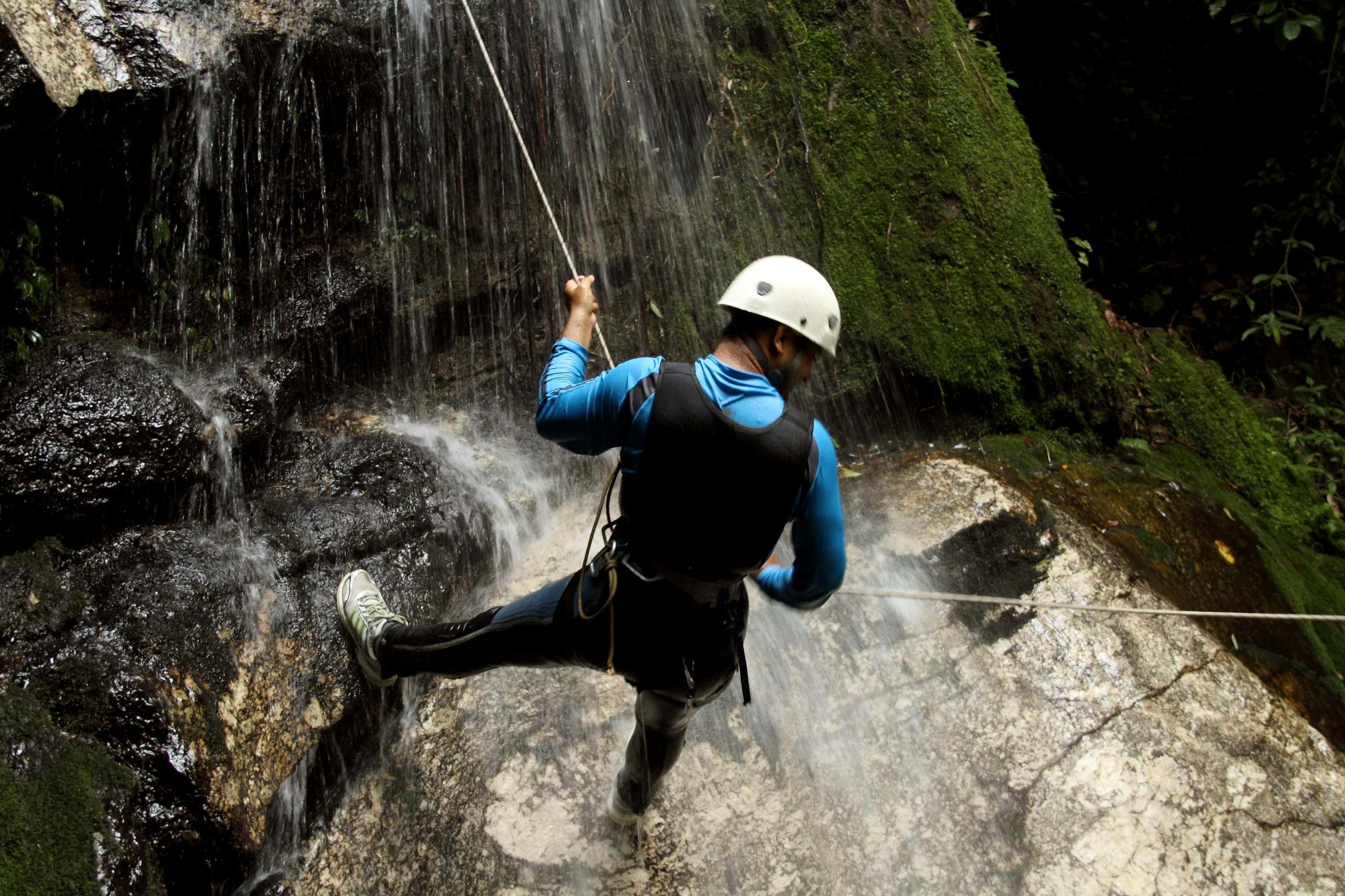
在尼泊尔加德满都Sundarijal溪降

### 北美
有人來到圣盖博山、内华达山脉、喀斯喀特山脉、洛磯山脈等地的峡谷探险。

### 大洋洲
有人來到澳大利亚蓝山国家公园的砂岩峡谷中進行探险。  

## 危險性
溪降可能很危险。由于许多峡谷偏远且人迹罕至，因此一旦遇到緊急情況，可能需要数小时或数天才能等到救援人員趕來。

### 体温过低和体温过高

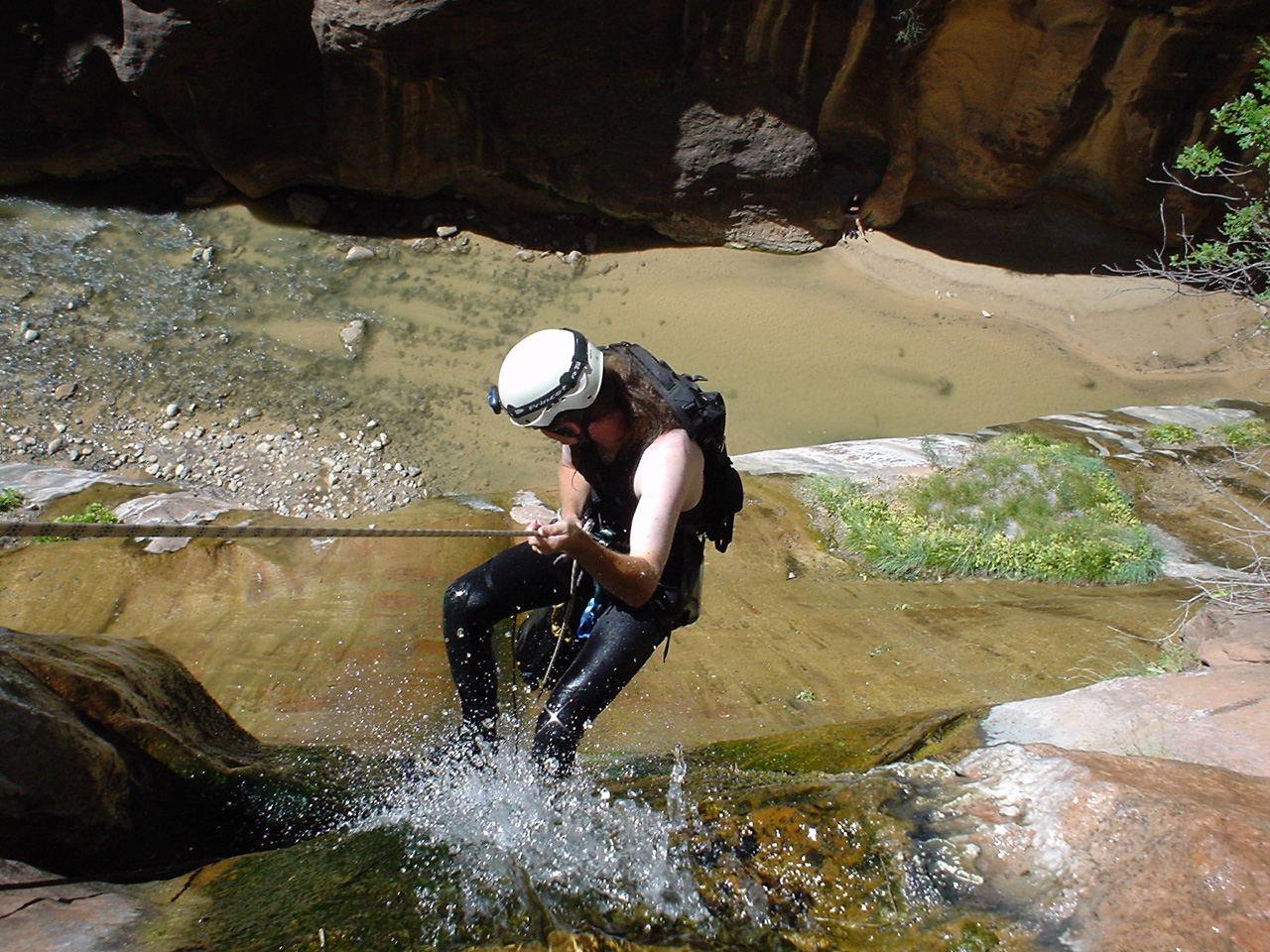
锡安国家公园神秘峡谷

### 高水流量/液压
有些峡谷水流喘急。

### 插槽很窄
```
[
8
]
```

### 接触水传播疾病
浸入水中可能會感染诸如韦尔氏病（鉤端螺旋體病）、皮膚炎和腸胃炎、皮膚炎、腸胃炎等疾病。应避免喝水，並且在溪降后應立即淋浴。 

### 迷路
许多峡谷都位于偏远地区。
 

## 教育和培训

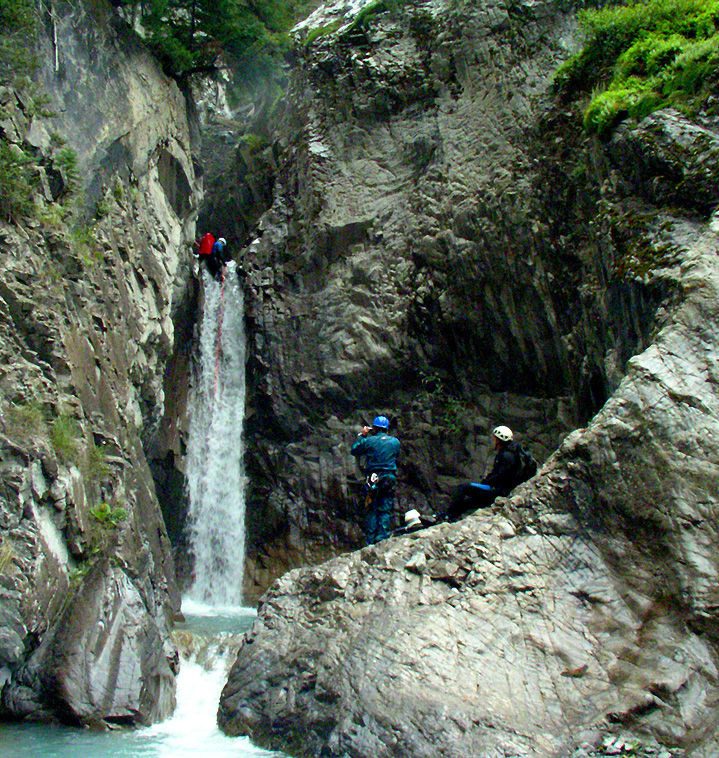
落基山脉溪降

随着峡谷探险运动的開展，越来越多人希望学习溪降所需的技能。 